# 山田周伸
山田 周伸（やまだ ひろのぶ、1963年9月21日 - ）は、日本の政治家。宮城県亘理町長（2期）。
第2代亘理町長の山田周蔵（1957年1月13日 - 1965年1月12日）は祖父。

## 来歴
宮城県亘理町生まれ。宮城県仙台向山高等学校卒業。1986年（昭和61年）3月、東北学院大学法学部法律学科卒業。同年4月、同和火災海上保険株式会社（現・あいおいニッセイ同和損害保険）に就職。
1989年（平成元年）4月、家業のみそしょうゆ醸造会社、山田屋に入社。2006年（平成18年）5月、同社の代表取締役に就任。2001年（平成13年）、社団法人（現・公益社団法人）仙台青年会議所の副理事長に就任。2017年（平成29年）、山田屋のみそしょうゆ部門を縮小し、不動産管理を事業の中心に据えた。
2018年（平成30年）5月20日に行われた亘理町選挙に自民党・公明党の推薦を得て立候補し、元町議の高橋晃を破り、初当選を果たした。投票率は41.05％。5月28日、亘理町第10代町長就任。